# Француски револуционарни ратови: Кампања 1800.
Година 1800. је девета година Француских револуционарних ратова. 

## Италијански фронт
Наполеон је, по доласку на власт формирао „резервну армију“ за борбе у Италији или Немачкој. Са том армијом он прелази Алпе и напада Аустријанце у Италији. У бици код Монтебела (9. јун) француски генерал Лан односи победу над аустралијском командантом Карлом Отом. Масена односи велику победу у бици код Маренга (14. јун) и пристаје на примирје по коме Аустријанци евакуишу Пијемонт, Ђенову и Ломбардију. 

## Северни фронт
Истог дана када је Резервна армија напустила Дижон и кренула у Италију, Рајнска армија (108 000 људи) прелази реку Рајну. Аустријски генерал Крај (80.000 људи) безуспешно покушава да заустави француску војску биткама код Енгена, Мескирха и Бибераха. Потом се повлачи иза Ина и потписује примирје у Парсдорфу.

## Пораз Аустрије
После победе код Маренга, Наполеон шаље Аустрији понуду за мир, али је Аустријанци, уз наговор Велике Британије, одбијају. Наполеон наставља акције и односи победу у бици код Хоенлиндена (3. децембар). Све расположиве снаге окрећу се према Аустрији која је присиљена да тражи примирје. Примирје је потписано 16- јануара 1801. године у Тревизу, а мир 9. фебруара 1801. године у Линевилу. 

## На мору
Британци односе победе у Средоземном мору и Атлантику. Малта капитулира 5. септембра, али је Британци одбијају предати витешком реду Јовановаца. То Британију доводи у сукоб са руским царем Павлом I. Долази до оружане неутралности балтичких земаља.
Британци 1800. године без већих проблема освајају Суринам и Курасао.